# Здание Свердловского городского совета народных депутатов
Здание Свердловского городского Совета народных депутатов — памятник архитектуры Екатеринбурга (регионального значения), административное здание, расположенное на Площади 1905 года (Проспект Ленина, 24 а). На 2023 год в здании размещаются Администрация города Екатеринбурга и Екатеринбургская городская Дума.

## История строительства
До революции 1917 года на месте будущего здания Горсовета располагался двухэтажный Новый Гостиный двор, построенный в конце XIX века. После 1917 года в этом здании расположились краеведческие отделы областного музея: живой и неживой природы, археологии, этнографии и уральской промышленности. В 1930 году здание начали надстраивать и в результате его первой реконструкции был возведён пятиэтажный корпус Свердловского Горсовета. Реконструированное здание было оформлено в стиле конструктивизма. Кроме разных городских организаций в нём помещались Партиздат и магазины.
В 1947 году была начата коренная реконструкция здания: его украсили колоннами, а цокольную часть облицевали гранитом. Современный облик здание Горсовета получило только в 1954 году: над ним была надстроена башня со шпилем и часами (высота шпиля, увенчанного пятиконечной рубиновой звездой, подсвечиваемой изнутри в тёмное время суток, составляет 66,018 м), благодаря чему оно стало архитектурной доминантой всего центра города.

## Архитектура
Здание решено в крупном ордере со скульптурными завершениями колонн и пилястр. Вход в арочной нише украшен монументальным панно, выполненным в технике сграффито на тему «Салют Победы». Над входом в центральной части здания возвышается башня со шпилем. Архитектура здания торжественная, мажорный цвет стен, выразительные формы, крупный масштаб создают образ одного из ведущих административных зданий города. В архитектурной композиции здания горсовета поддержана градостроительная традиция города-завода: в прямоугольной планировочной сетке города, разделенного на две части прудом и рекой, на главной магистрали в обе стороны от плотины располагались когда-то самые высокие сооружения.

## Галерея
- Вид с площади
- Вид с высоты
- Шпиль
- Звезда, венчающая шпиль
- Вид с высоты
- Мемориальная доска с В. И. Лениным на фасаде здания
- Мемориальная доска с Я. М. Свердловым на фасаде здания
- Подъезд здания
- Центральный фасад здания
- Вечерний вид
- Вечерний вид
- Вечерний вид